# پرادالونگا
پرادالونگا (به ایتالیایی: Pradalunga) یک کومونه در ایتالیا است که در استان برگامو واقع شده‌است. پرادالونگا ۸٫۳۹ کیلومتر مربع مساحت و ۴٬۴۶۰ نفر جمعیت دارد و ۳۲۷ متر بالاتر از سطح دریا واقع شده‌است.